# Gruta
Gruta (deutsch 1939–1942 Grutta, 1942–1945 Frankenhain, vor 1919 Grutta, Frankenheim, Frankenheyn) ist ein Dorf im Powiat Grudziądzki der Woiwodschaft Kujawien-Pommern in Polen. Es ist Sitz der gleichnamigen Landgemeinde mit etwa 6500 Einwohnern.

## Geographische Lage
Das Dorf liegt im ehemaligen Westpreußen, südlich der Danziger Bucht, etwa zwölf Kilometer östlich von Grudziądz (Graudenz).

## Geschichte
Im Jahr 1222 beurkundet Konrad, Herzog in Masowien und Kujawien, dass er dem ersten Bischof von Preußen, Christian, für die Erlaubnis, welcher dieser den nach Preußen bestimmten Kreuzfahrern zum Wiederaufbau der Burg Culmen (Kulm) erteilt, einen Teil des Kulmer Landes verliehen habe, darunter auch die ehemalige Burg Grudenz (Graudenz) und den Wald Gruth (Grutta).
Zur Zeit des Deutschordensstaats kommt der Ort unter dem Namen Frankenheyn in einem am 27. Dezember 1282 ausgefertigten Privilegium vor, mit dem der Landmeister Mangold (von Sternberg) dem Conrad von Lewiz 108 Hufen am See Lome verlieh, und zwar dieselben, die bereits der Landmeister Ludwig (von Queden) dem Hermann von Meiningen zum Besetzen mit Bauern gegeben hatte, ein Vorhaben, das damals jedoch infolge heidnischen Überfalls vorzeitig beendet worden war.
Im Rahmen der Ersten Teilung Polen-Litauens 1772 kam die Region um Graudenz mit Grutta an das Königreich Preußen. 1789 wird Grutta als ein Königliches Dorf mit 61 Feuerstellen (Haushaltungen) bezeichnet, das zum Domänenamt Roggenhausen gehört. Von 1818 bis 1920 gehörte Grutta zum Landkreis Graudenz im westpreußischen Regierungsbezirk Marienwerder. Die Dorfkirche war die Mutterkirche des großen katholischen Kirchspiels Grutta.

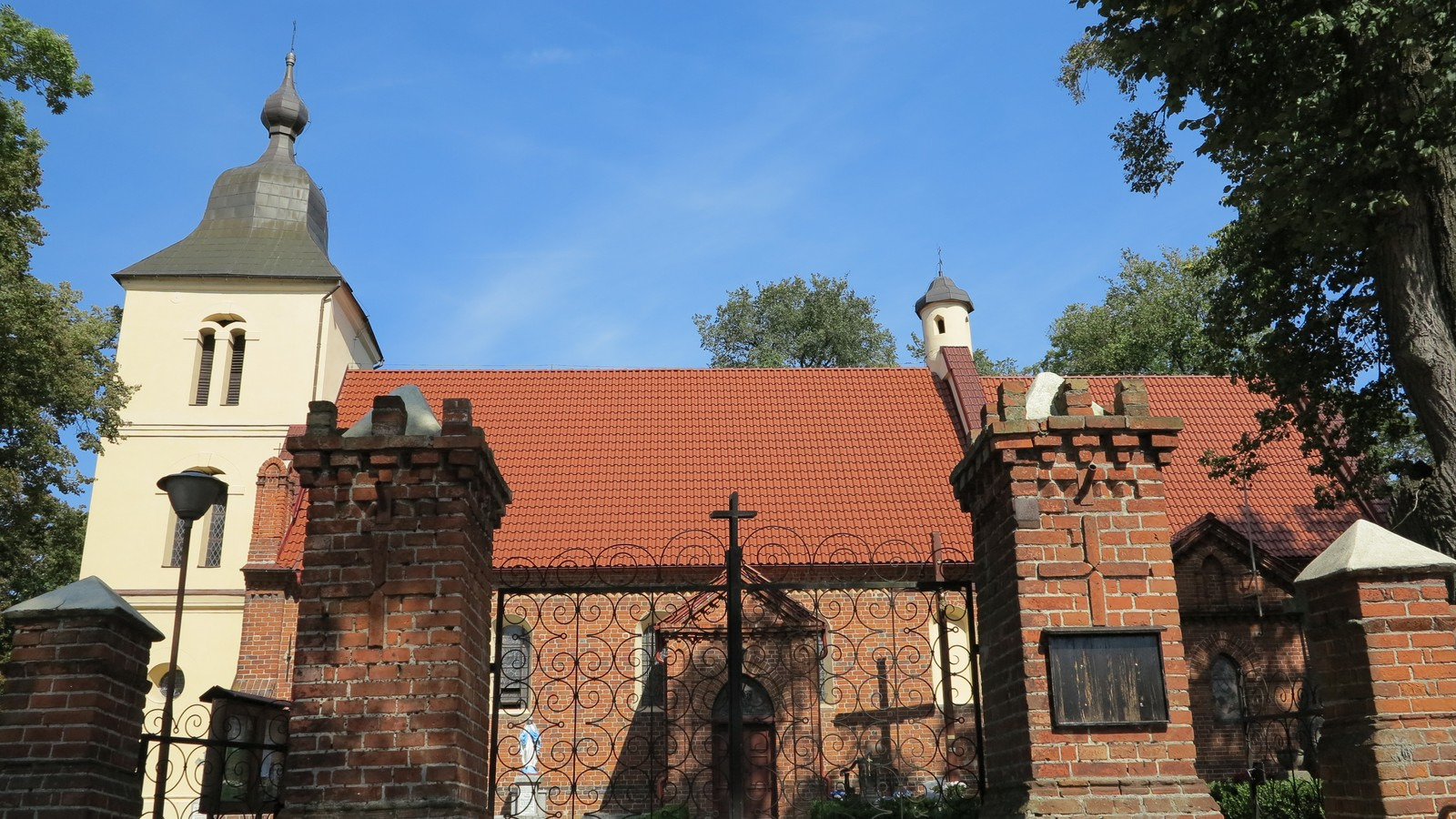
Kirche Himmelfahrt der Jungfrau Maria, erbaut ab 1270, mehrfach umgebaut, so 1747 und nach 1846, Turm von 1670
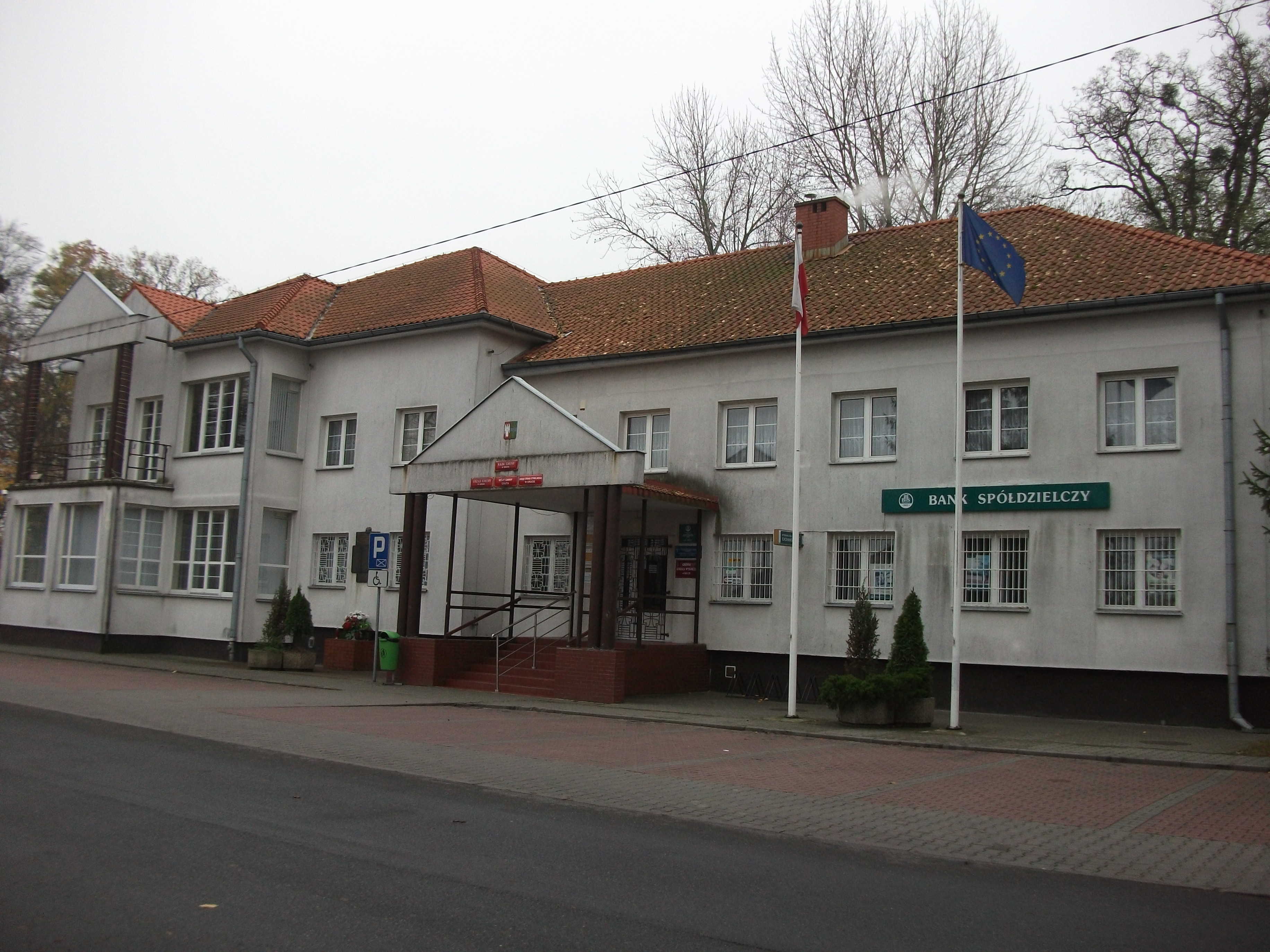
Gemeindehaus
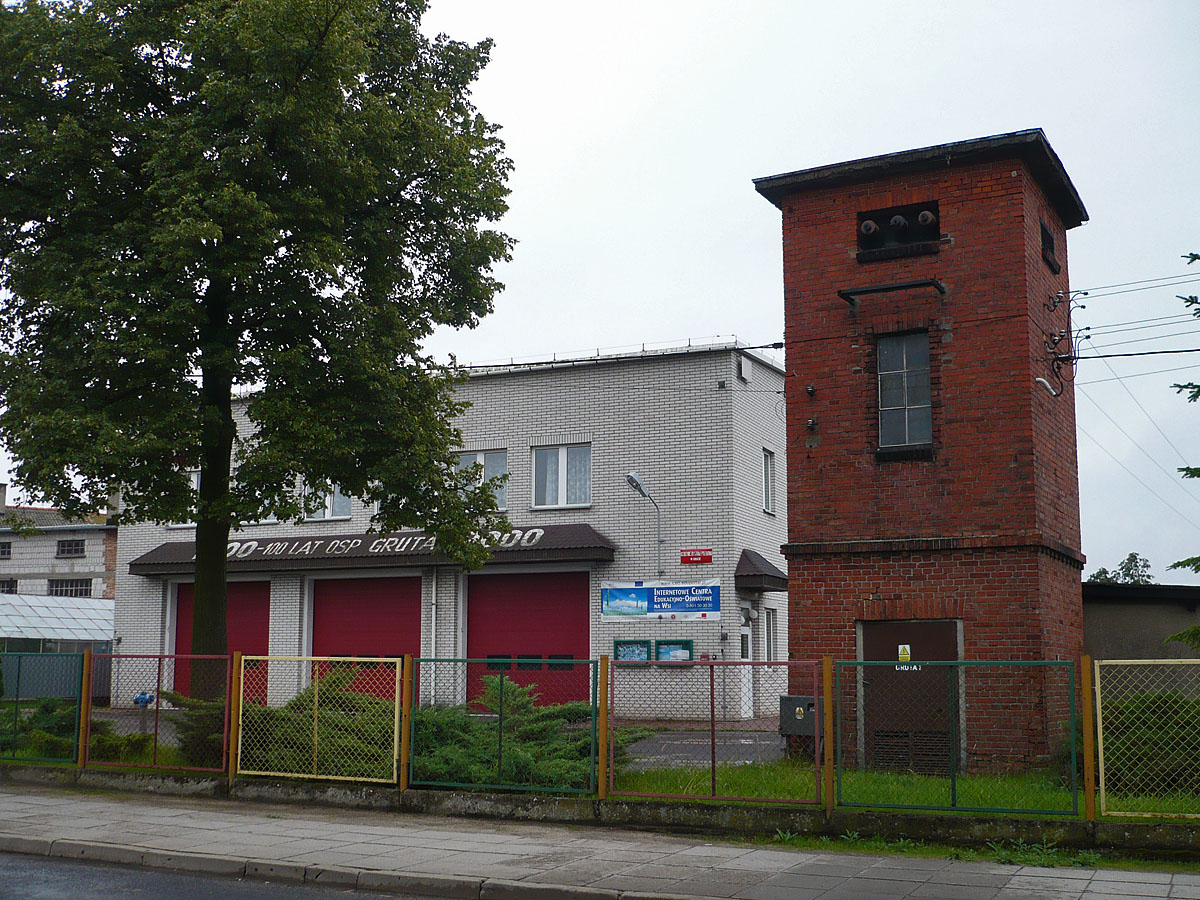
Feuerwehr-Zentrale

Nach dem Ersten Weltkrieg musste Grutta aufgrund der Bestimmungen des Versailler Vertrags 1920 zur Einrichtung des Polnischen Korridors mit dem ganzen Landkreis Graudenz an Polen abgetreten werden. Durch den Überfall auf Polen im September 1939 kam der Landkreis bis zum Frühjahr 1945 völkerrechtswidrig an das Reichsgebiet und wurde dem Reichsgau Danzig-Westpreußen zugeordnet. 

### Bevölkerungszahlen
| Jahr | Einwohner | Anmerkungen                              |
| ---- | --------- | ---------------------------------------- |
| 1852 | 806       | [ 6 ]                                    |
| 1864 | 825       | davon 42 Evangelische und 775 Katholiken |

## Gemeinde
Zur Landgemeinde (gmina wiejska) Gruta gehören 17 Dörfer mit Schulzenämtern.

## Verkehr
Im Gemeindegebiet liegen der Haltepunkt Boguszewo und der Bahnhof Mełno an der Bahnstrecke Działdowo–Chojnice. In letzterem endete auch die Kleinbahn Culmsee–Melno.

## Persönlichkeiten
- Günther Weinschenck (* 1926 in Frankenhain; † 2018 in Stuttgart), deutscher Agrarökonom, Wirtschaftswissenschaftler und Hochschullehrer